# Comostola perlepidaria
Comostola perlepidaria là một loài bướm đêm trong họ Geometridae.